# Ванчопе, Пауло
Па́уло Сесар Ванчо́пе Ватсон (исп. Paulo Cesar Wanchope Watson; род. 31 июля 1976[…], Эредия) или просто Па́уло Ванчо́пе — коста-риканский футболист, нападающий. Долгое время выступал в Англии. Завершил карьеру игрока в 2007 году. В качестве главного тренера возглавлял сборную Коста-Рики.

## Клубная карьера
Свою футбольную карьеру Пауло начал в 1994 году, выступая за коста-риканскую «Эредиано», за которую долгое время играл его отец Висенте. Затем, через 2 года, последовал переезд в английский клуб «Дерби Каунти». Ванчопе выступал за этот клуб 3 сезона. В 1999 года он перешёл в «Вест Хэм Юнайтед» и отыграл за клуб один сезон, забив 12 голов в 35 матчах. Сезон 2000/01 он начал, выступая уже за другой английский клуб — «Манчестер Сити». После трёх сезонов за клуб Ванчопе перешёл в испанскую «Малагу» в 2004 году. Он отыграл один сезон и забил 6 мячей. Один из этих мячей был забит в ворота «Нумансии» и был признан самым красивым голом сезона 2004/05. После «Малаги» в 2005 году Пауло перебрался в катарский клуб «Аль-Гарафа» (сыграл 6 матчей и забил 2 гола). В 2006 вновь вернулся в коста-риканскую «Эредиано» (10 матчей, 3 гола). В 2007 перебрался в «ФК Токио» (11 матчей, 3 гола) и в том же году выступал за американский «Чикаго Файр», где и завершил свою карьеру.

## Сборная
- Дебютировал за сборную Коста-Рики 2 октября 1996 года в матче против Венесуэлы
- Участник чемпионата мира 2002 и чемпионата мира 2006
- На ЧМ-2002 забил гол в ворота сборной Бразилии — будущих чемпионов мира
- На ЧМ-2006 отметился дублем в ворота сборной Германии в матче открытия
- Последний матч за сборную провёл 13 января 2008 года против сборной Швеции[5]

## Тренерская карьера
С 2008 по 2009 год возглавлял клуб «Эредиано». С 2011 года работал главным помощником наставника сборной Коста-Рики Хорхе Луиса Пинто. После успешного для сборной мундиаля он возглавил «тикос». В сентябре 2014 года выиграл с командой Центральноамериканский кубок. 12 августа 2015 года во время матча молодёжных сборных Коста-Рики и Панамы Ванчопе попытался выйти на поле и толкнул одного из молодых игроков. По информации Sky Sports, специалист был недоволен одним из решений судьи. Затем у тренера завязалась драка с одним из сотрудников стадиона. После этого инцидента Пауло Ванчопе подал в отставку с поста главного тренера сборной Коста-Рики.

## Личные достижения
- Лучший бомбардир Золотого Кубка КОНКАКАФ 1998 года
- Второй бомбардир в истории сборной Коста-Рики (45 мячей)